# 清洲ジャンクション
清洲ジャンクション（きよすジャンクション）は、愛知県清須市にある名古屋第二環状自動車道、名古屋高速6号清須線及び名古屋高速16号一宮線が接続するジャンクションである。

## 概要

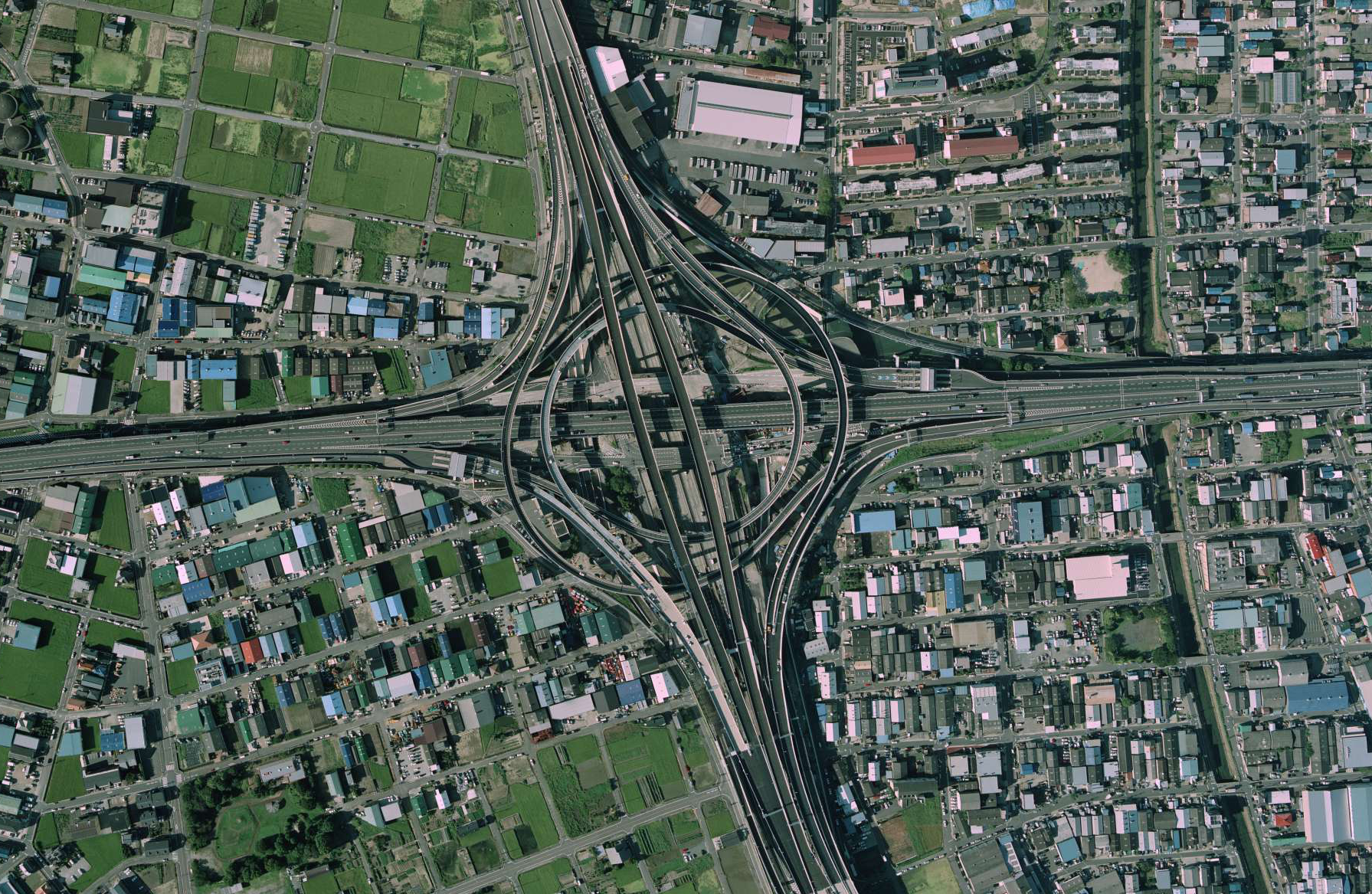
上方向が名古屋高速16号一宮線、下方向が名古屋高速6号清須線、左右方向が名古屋第二環状自動車道。
出典：『国土交通省「国土画像情報（カラー空中写真）」（配布元：国土地理院地図・空中写真閲覧サービス）』

以下の高速道路を接続する四叉分岐のジャンクションである。
- 名古屋第二環状自動車道
- 名古屋高速6号清須線
- 名古屋高速16号一宮線

東西方向に名古屋第二環状自動車道（名二環）（東方が上社JCT方面、西方が飛島JCT方面）、南北方向に名古屋高速道路が走っており、名古屋市街地へ向かう6号清須線が南方向、一宮へ向かう16号一宮線が北方向である。
名二環の清洲東ICは当JCTを挟むようにして東西に近接している。また、南側には6号清須線の清須出入口が近接している。
ジャンクション名称は清洲の漢字が使用され、市名の清須市や名古屋高速6号清須線の漢字とは異なる。「清洲」は2005年7月の市町村合併以前の西春日井郡清洲町の漢字で、合併直前の同年2月に16号一宮線開業に伴うジャンクション供用の折、NEXCO中日本との協議で「清洲ジャンクション」の名称に決定した経緯で当漢字を使用する。

## 歴史
- 1988年（昭和63年）12月14日 : 国道302号と国道22号の朝日交差点の立体交差が完成[7]。
- 2005年（平成17年）2月11日 ： 名古屋高速16号一宮線　清洲JCT - 一宮中入口間開通とともに完成[4]。
- 2007年（平成19年）12月9日 ： 名古屋高速6号清須線開通により現在の形になる[8]。

## 料金所
レーン運用は、時間帯やメンテナンスなどの事情により変更される場合がある。
名二環から名古屋高速へ乗り継ぐ場合、名古屋高速の通行料金は清須本線料金所または16号一宮線各出口の料金所での支払いとなるため当JCTでは料金所を通過しない。

### 第一料金所（上社・名古屋南JCT方面入口）
- レーン数 : 3[9]
  - ETC専用 : 2
  - ETC/一般 : 1

### 第二料金所（名古屋西JCT・四日市方面入口）
- レーン数 : 3[9]
  - ETC専用 : 1
  - ETC/一般 : 1
  - 一般 : 1

## 隣
C2 名古屋第二環状自動車道
(16) 平田IC - (17) 清洲東IC / (17-1) 清洲JCT - (18) 清洲西IC
 名古屋高速6号清須線
(604,614) 清須出入口 - (17-1) 清洲JCT
 名古屋高速16号一宮線
(17-1) 清洲JCT - (1601,1611) 春日出入口

## 施設外観

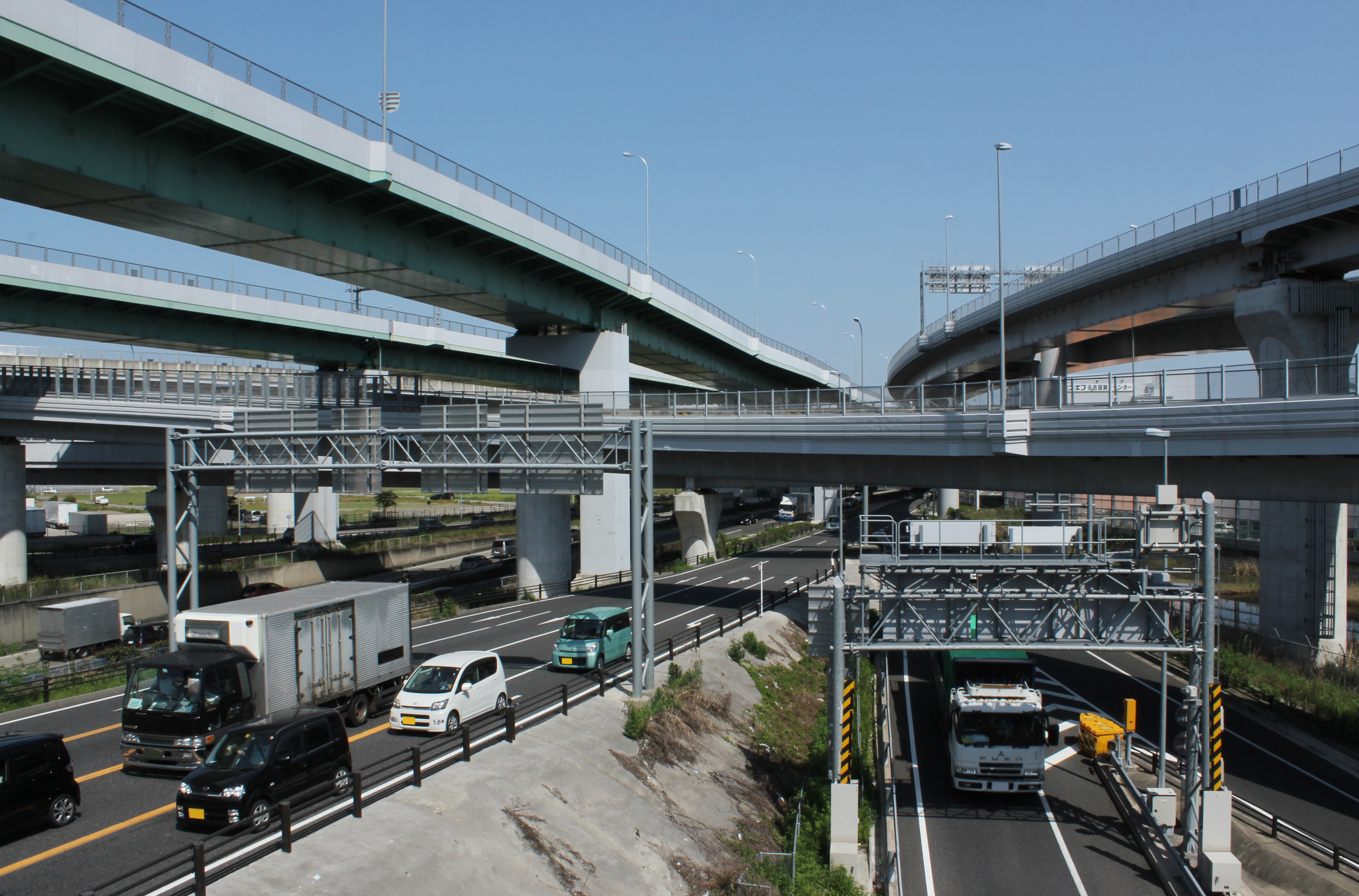
画像奥は一宮方面。上層は名古屋高速16号、下層は国道22号
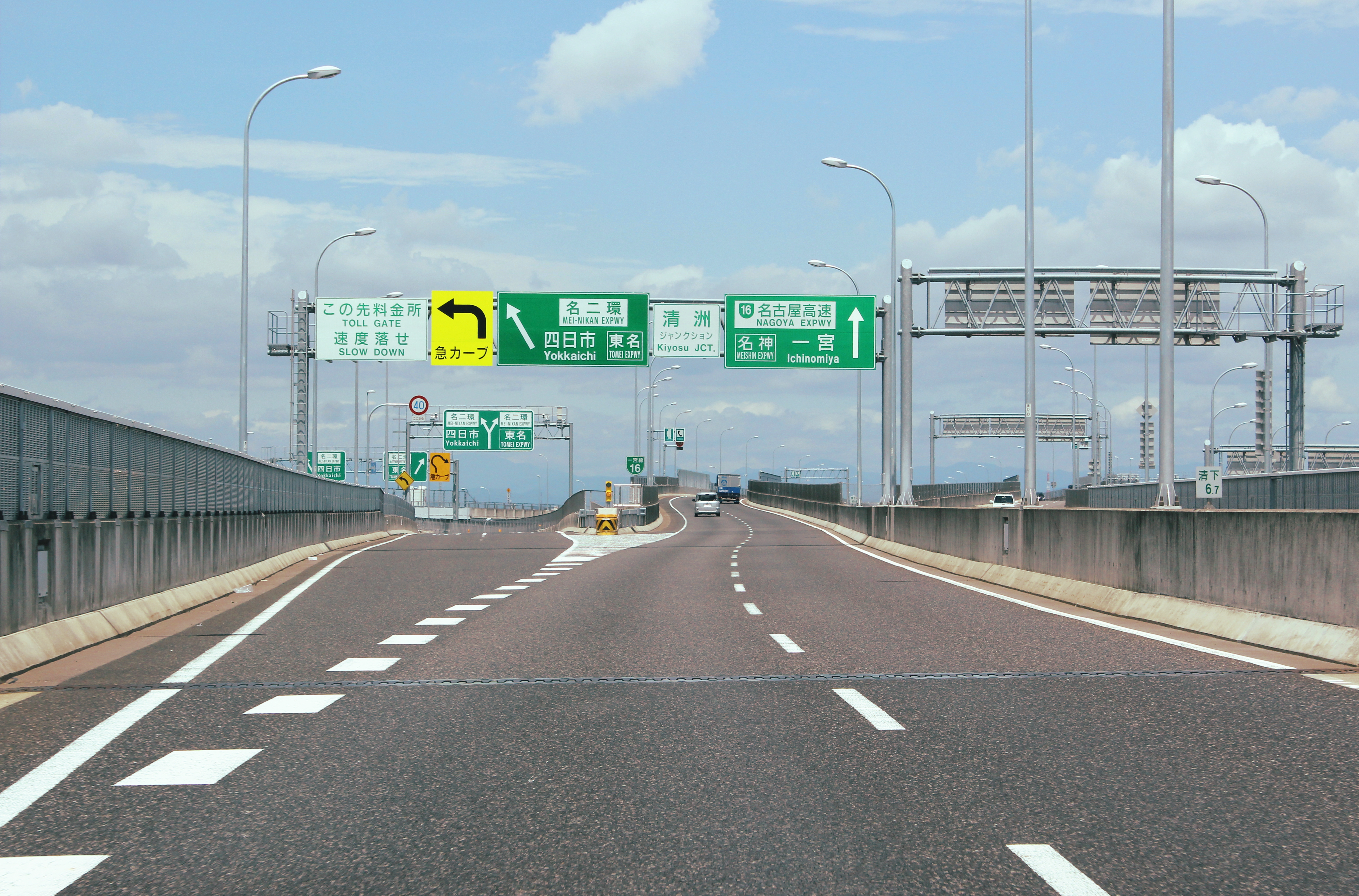
名古屋高速から名二環への分岐路。
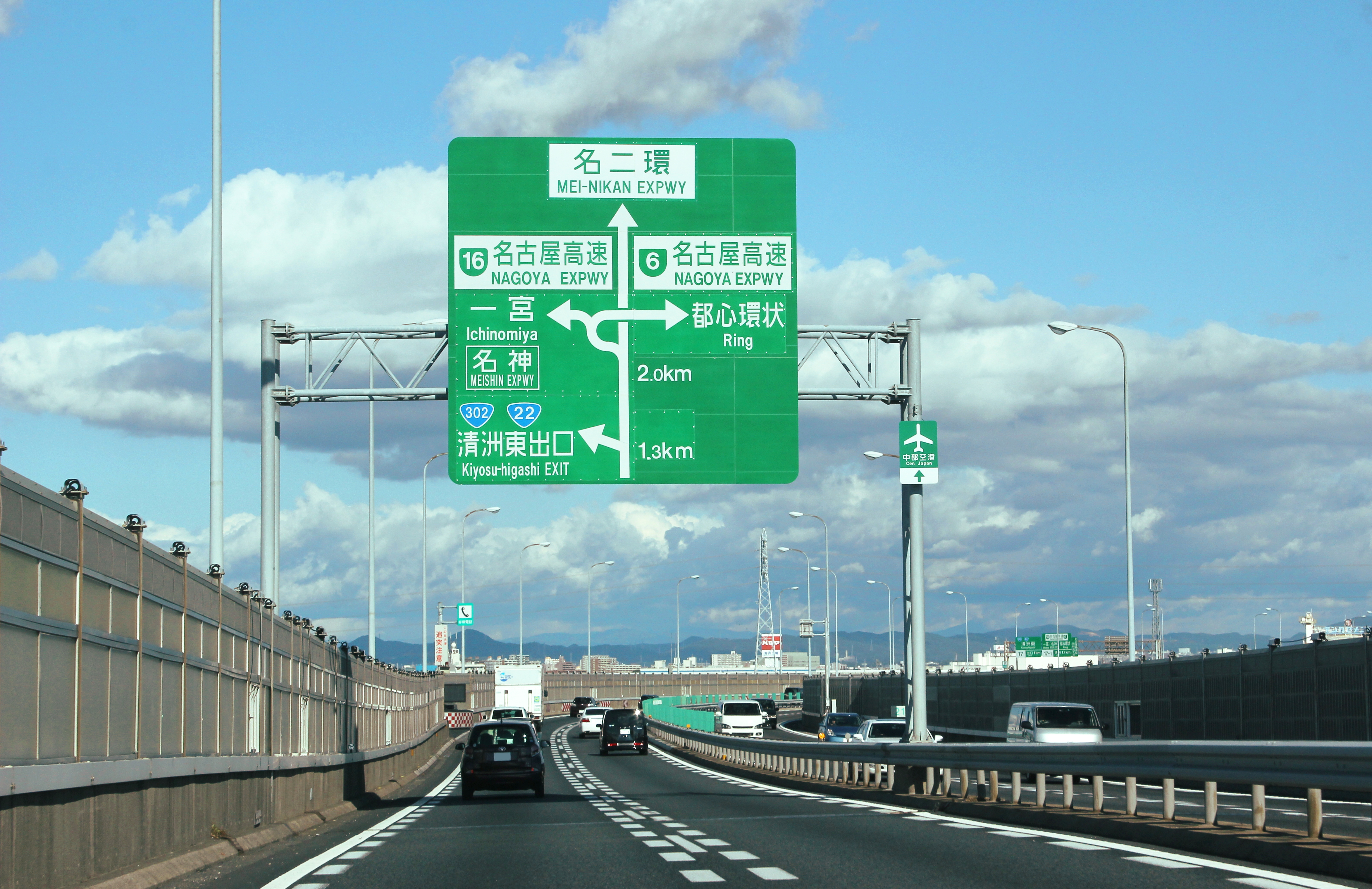
名二環外回りのJCT案内標識
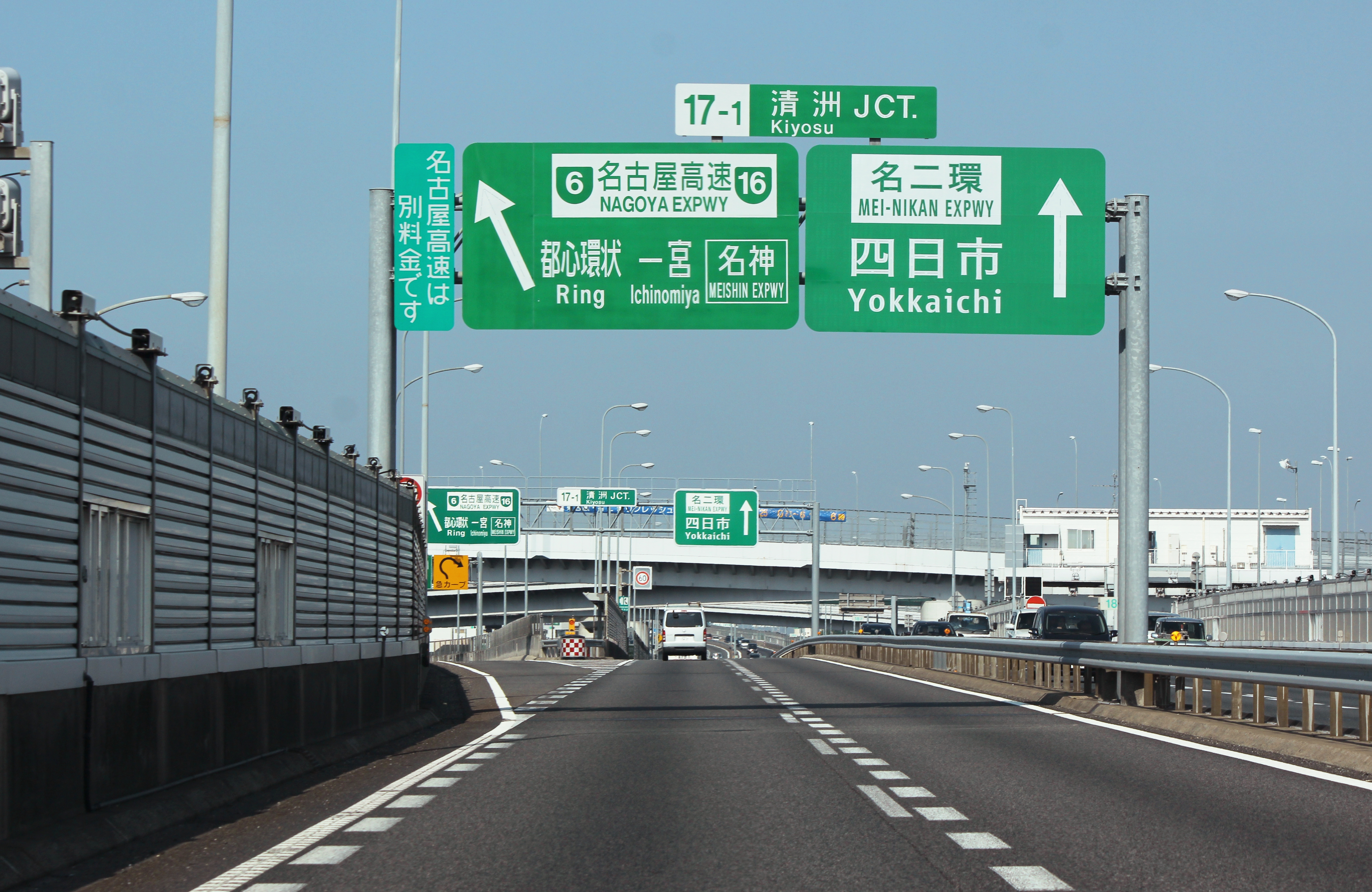
名二環の清洲JCT分岐案内板